# Urmas Kaljend
Urmas Kaljend (* 24. Juli 1964) ist ein ehemaliger estnischer Fußballspieler auf der Position eines Abwehrspielers, der vorwiegend in der Innenverteidigung agierte.
Er spielte in Estland für die Vereine Norma Tallinn, SK Sport Tallinn, TVMK Tallinn und FC Spartak Vousaari. In Finnland für IFK Mariehamn, Kokkola PV, Tampere United und Lohjan Pallo. Bei Lohjan Pallo schoss er über sechs Jahre in 186 Spielen 22 Tore.
Für die Nationalmannschaft Estland bestritt er 20 Länderspiele. Im Jahre 1990 floh er mit seiner Familie aus der Sowjetunion nach Finnland, wo er noch heute lebt. Nach dem Ende seiner aktiven Karriere wurde er Trainer und arbeitet zudem als Platzwart auf einem Golfplatz.